# Arbeiter-Zeitung (Chicago)
Pour les articles homonymes, voir Arbeiter-Zeitung.
L'Arbeiter-Zeitung (ou Chicagoer Arbeiter-Zeitung ; en français : Journal des ouvriers de Chicago) était le quotidien des émigrés anarchistes allemands de Chicago, rédigé par August Spies. Il était en partie bilingue allemand-anglais, et, de tri-hebdomadaire et social-démocrate de gauche, devient quotidien libertaire en 1886 sous la direction de Spies, en Amérique depuis 1872. C’était le plus célèbre journal anarchiste de Chicago, qui avait un tirage de 5800 exemplaires en 1886. Il était très présent dans les luttes sociales de Chicago. Le soir du 3 mai 1886, après la sanglante répression policière contre les ouvriers grévistes des usines McCormick, il publie en allemand et en anglais l'appel au rassemblement de Haymarket Square pour le lendemain. L'article était rédigé par Spies.

## Bref rappel de la présence allemande dans le monde ouvrier de la ville

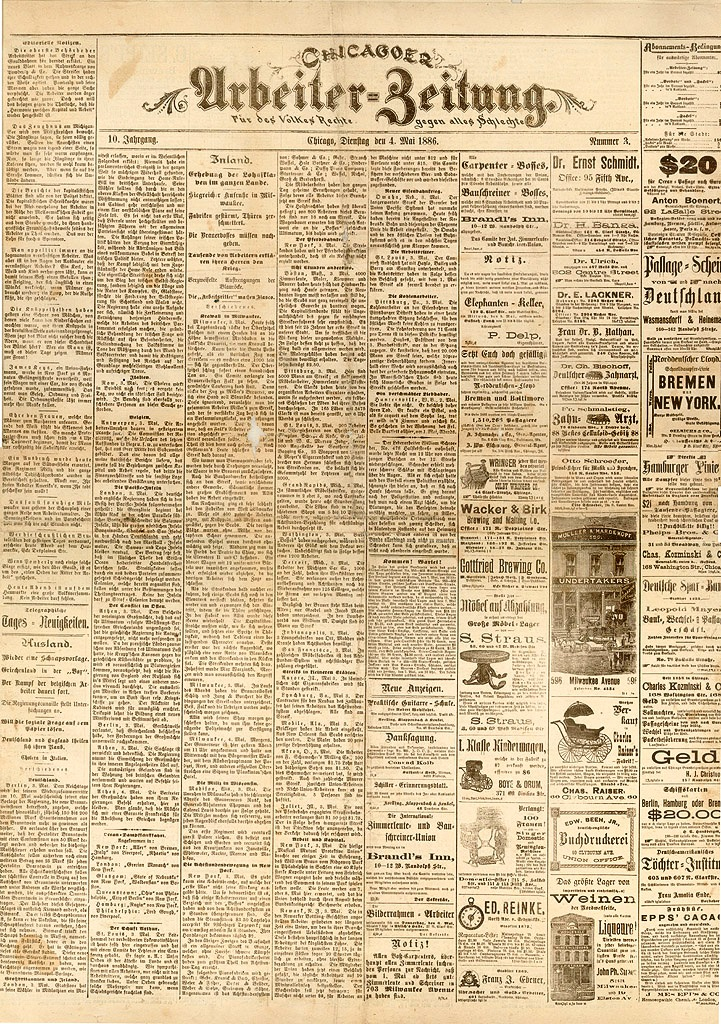
La Une de l'édition du 4 mai 1886

Beaucoup de pauvres, qui venaient d'Allemagne orientale au XIXe siècle, ainsi que de nombreux persécutés politiques ont émigré aux États-Unis. Entre 1872 et 1886 ils ont été 500 000. Beaucoup d'Allemands exilés aux États-Unis se sont installés à Chicago pour travailler dans l'industrie de la viande, dans l'agroalimentaire ou l'industrie du bois. Des quartiers entiers étaient peuplés d'Allemands.
Vivant dans des conditions lamentables, ils sont souvent devenus libertaires. On peut dire que le plus gros mouvement libertaire de langue allemande au XIXe siècle se trouvait aux États-Unis parmi les immigrés allemands. Ils ont participé au mouvement ouvrier qui a été impliqué dans les évènements de Haymarket Square.
Beaucoup des anarchistes qui ont été condamnés pour la bombe, qu'ils n'avaient pas jetée, étaient des anarchistes de langue allemande. George Engel, Adolph Fischer, Louis Lingg, August Spies ont été condamnés à la peine de mort par pendaison, Oscar Neebe et Michael Schwab ont été condamnés à de longues peines de prison. August Spies, en particulier, qui venait d'un village de Hesse, était très populaire comme militant ouvrier dans le mouvement pour la journée de travail de huit heures. Ses vues étaient retransmises dans l'Arbeiter-Zeitung, ce qui lui donnait sans doute ce charisme.